# Фрисланд

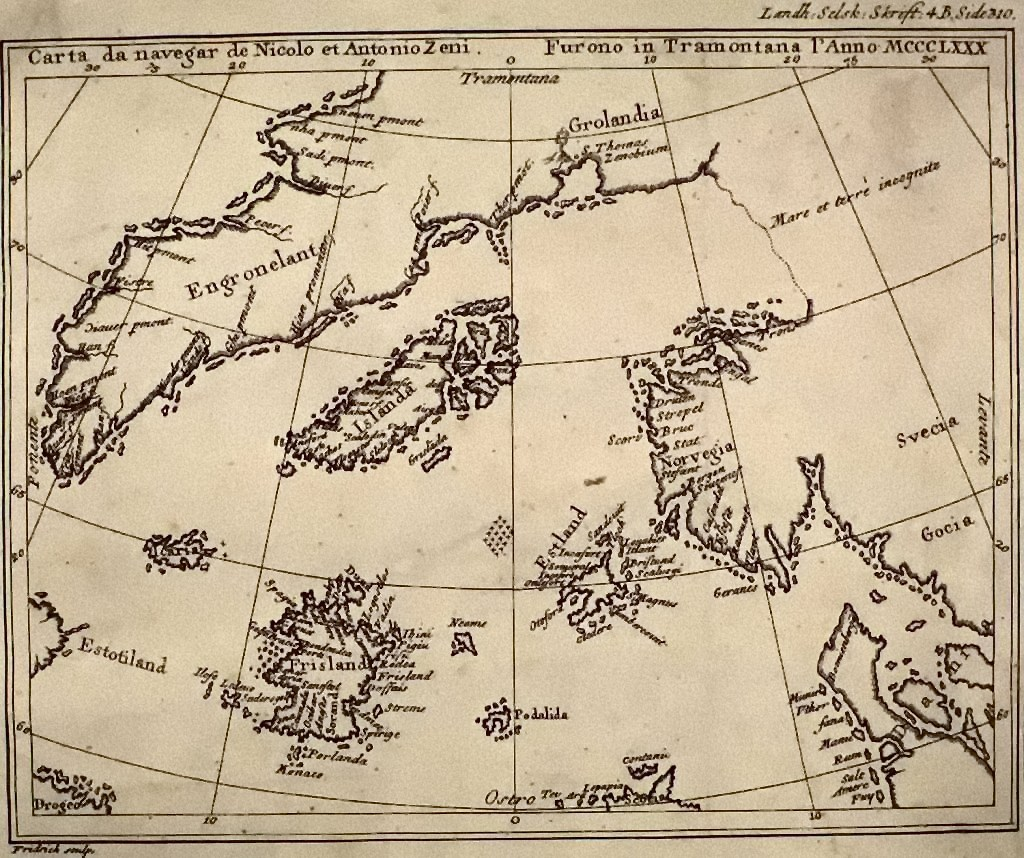
Фрисланд на карте Никколо Зено, 1558 г.

Фрисланд (Frisland, тж. Frischlant, Friesland, Freezeland, Frislandia, Fixland) — остров-призрак, появлявшийся на картах Северной Атлантики с 1560-х по 1660-е годы, в том числе на карте Николо Дзено.
На картах остров изображался южнее Исландии, на той же долготе. В настоящее время считается, что появление острова стало следствием ошибки: возможно, картографы неправильно определили положение одного из Фарерских островов. Вместе с тем, Фарерские острова изображены на тех же картах, что и Фрисланд, но значительно восточнее. Визуально ни один из Фарерских островов не напоминает очертания Фрисланда.
Р. Рамсей считает, что Дзено стал жертвой путаницы в названиях, составляя свою карту по записям отца, и посчитал самостоятельным островом то, что на самом деле описывало Исландию или Фарерские острова (считавшиеся тогда одним островом).